# Пригадати все (книга)
«ПРИГАДАТИ ВСЕ: неймовірно правдива історія мого життя» (англ. TOTAL RECALL: My Unbelievably True Life Story) — автобіографічна книга Арнольда Шварценеґґера.
За спогади Шварц усівся минулого року, котрий став чи не найдраматичнішим у його житті. Він розлучився з дружиною Марією Шрайвер: та дізналася, що у чоловіка росте позашлюбна дитина, результат безглуздої скороминущої інтрижки з покоївкою. Але Залізний Арні у своїй книзі висловлює тверде сподівання, що вони з Марією ще будуть разом. Марія залишається головною жінкою в його житті. Це несподівано ніжна книжка: всі його спогади про дружину повні щирої любові і каяття.
Книгу опублікувало видавництво Simon & Schuster 1 жовтня 2012 року.

## Опис
Це історія найбільшого успіху нашого часу, якого здобув собі еміґрант.
Його книга, така очікувана і така несподівана: вона виявляє у Арні великого лицедія. Ніщо із того, що піднесло його так високо — не сталося безневинним чином. У його історії має місце велика мрія; великі старання і великі звершення; велике кохання, хвилинне засліплення, і велика зрада. І велика порожнеча після похмілля…
Його історія унікальна, і однозначно цікава; а він блискуче і разом із тим просто розказує про своє життя на сторінках своєї книжки.
Він народився в голодний рік, в маленькому австрійському містечку у сім'ї начальника поліції. Порядки у сім'ї героя, за словами Арнольда, були спартанськими. Він мріяв про переїзд до Америки, щоб стати чемпіоном з бодібілдингу та кінозіркою.
Коли йому виповнилося двадцять один, він уже жив у Лос-Анджелесі, і його було короновано Містером Всесвіт.
Протягом п'яти років, він посилено вивча англійську і став найвідомішим бодібілдером у світі.
Протягом наступних десяти років він отримав вищу освіту і став мільйонером зі свого підприємства, що займалося продажем нерухомості, озеленення та бодібілдингу. Крім того, він здобув нагороду «Золотий глобус» за роль Джо Санто у комедійній драмі «Залишайтесь голодним» («Stay Hungry») як акторові, що подає великі надії.
Протягом двадцяти наступних років він став найвідомішою у світі кінозіркою, чоловіком Марії Шрайвер, а також лідером Республіканської партії США, що був частиною родини Кеннеді (прихильної до демократів).
Через тридцять шість років після приїзду в Америку людину, котра колись була відомий серед невеликого кола культуристів як Австрійський Дуб, було обрано губернатором Каліфорнії: штату, сьомого за розвитком економіки в світі.
Він керував своїм штатом у часи бюджетної кризи, стихійних лих і політичних потрясінь; шукав шляхи для поліпшення довкілля і зпбезпечення політичних реформ, які потребували консенсусу із партією-конкурентом.
Разом із Марією Шрайвер вони виростили чотирьох чудових дітей. На гребені скандалу, у який він себе утягнув, Арнольд усе ж намагався зберегти сім'ю разом.
До цих пір він ніколи не розказував своєї повної історії життя.
Одним словом:
«Here is Arnold, with total recall».

## Структура книжки
Книга складається із 523-ох сторінок, 30-ти розділів, 5-ти підрозділів із ілюстраціями (фото), а також 2-ох службових підрозділів, як показано далі.
ЗМІСТ
Розділ 1 Покинути Австрію — автор згадує про своє дитинство у голодному, розореному союзниками-окупантами краї, на фермі у альпійському селі Таль, на фермі, у сім'ї поліцейського і домогосподарки (hausfrau). Арнольд уперше відвідує кіно і бачить фільм «Тарзан» із Джонні Вайсмюллером. Перші гроші на кишенькові витрати Арнольд заробляє, підторговуючи морозивом у парку Талерзее. Коли грошей на розваги бракувало, Арнольд жебракував, розчулюючи добросердних бюргерів винадками про загублені гроші на квиток додому. Та хтось зі знайомих розповів його батькові — і той залізною рукою перервав жебрацьку кар'єру підприємливого парубка. У Арні з'являється мрія — поїхати в Америку. І він у свої 14 починає працювати на пилорамі, щоб зібрати гроші. 
Розділ 2 Конструювати тіло —  Арнольд, як і його друзі-підлітки стали цікавитися чарівною статтю. Одного разу узимку Арнольд із друзями влаштували засідку на дівчат і закидали їх сніжками. Після цього молоді люди мали розмову із учителем математики, який дав їм перший урок дорослого життя: він розповів, як завойовувати увагу жінки, як їй сподобатися. Арні бачить газетне фото із Містером Австрія, Куртом Марнулом, який став чемпіоном, незважаючи на фізичні вади. На Арнольда зійшло осяяння: успіх у житті і успіх у суспільстві він пов'язав із старанням і наполегливістю. А також зі своїм тілом, яке він вирішив удосконалити своїм власним старанням. Так у житті Арнольда з'явився силовий спорт, далі — бодібілдінг, далі — коло нових друзів; і його мрія залишити Австрію і поїхати до Америки отримала ясні і чіткі обриси. Під час навчання в професійному училищі він навчився головному правилу бізнесу: умінню продавати. Із часом Арнольд став одержимим бодібілдингом. Автор згадує кумедний епізод, коли його мама знайшла фото його кумирів-бодібілдерів, напівоголених і змащених олією. І мама, звичайно ж, стривожилася і звернулася до лікаря. У іншому випадку мама застукала Арнольда з дівчиною: той на практиці втілював свою теорію вдосконалення своєї долі через удосконалення тіла. Кульмінацією цього важливого періоду для підлітка стали змагання клубу бодібілдерів, до якого входив Арнольд: перший публічний вихід Арнольда тільки надихав його не зупинятися і йти далі. 
Розділ 3 Зізнання водія танка —  після закінчення школи Арнольд задумується над вступом до армії, щоб якомога швидше отримати паспорт: «Я зрозумів, що військові подумають стосовно мене логічно, і хлопця мого розміру запруть у піхоту, дадуть кулемет, пару ящиків боєприпасів і примусять бігати по горам. Та моє місією було стати чемпіоном світу з бодібілдингу, а не воювати». Юнак хоче залишитися в місті Ґраці, щоб тренуватися щодня. Поблизу Ґраца була танкова частина. Арнольд сказав: «Танки зачарували мене. Я люблю усякі великі речі, і американська п'ятдесятитонна махіна M47 Patton — це саме те! Мені, 18-річному хлопчакові, лестило, що мені довірять щось велике і дороге. Ну, і крім того, це було дуже вигідно: „на шару“ отримати ліцензію на мотоцикл, машину, вантажівку і ще й трактор!» Так молодий Шварценеґґер стає одним із 900 щасливих водіїв бойових сталевих монстрів. Що дала Арнольдові армія? По-перше, навчила самодисципліні. По-друге, упевненості в собі. Він переконався: те, що здається неможливим на початку, — усе ж таки може бути досягнуто. По-третє, «уперше в моєму житті я міг їсти м'ясо щодня, уявляєте?! Щодня я споживав реальних білок!.. Я ріс так швидко, що кожні три місяці я виростав зі своєї уніформи і мені видавали наступний, більший розмір». А головне — він тренувався щодня по кілька годин. Арнольд любив повторювати слова Черчілля про свою націю: «Гуни або з ножем біля твого горла, або біля твоїх ніг», що значить: «німці дуже завзяті і вперті». Куди б не їхав танк Арнольда — усюди він тягав свої штанги й гантелі, і це було єдиним його інтересом у армії. Це, а також те, що він іще був «зеленим» хлопчиськом, позначилося на його службі: він постійно встрявав у якусь халепу. Тож, коли через 9 місяців служби він подав рапорт на дострокове звільнення, офіцер усміхнувся до Арнольда і сказав: «Хоча за законом маєте служити ще два роки, Ви — це смертельна небезпека для нашого підрозділу. Тож я змушений схвалити Ваш запит і відпустити Вас раніше. У нас немає більше танків, щоб Ви їх ламали». 
Розділ 4 Містер Всесвіт
Фото європейського циклу (бодібілдінґ і інше)
Розділ 5 Вітання із Лос Анжелесу
Розділ 6 Ледачі виродки
Розділ 7 Експерти з мармуру та каменю
Розділ 8 Вчуся бути американцем
Розділ 9 Найвеличніше шоу бодібілдінґу
Фото американського циклу (бодібілдінґ і інше)
Розділ 10 Лишайтеся голодними
Розділ 11 Хитання заліза
Розділ 12 Дівчина моїх мрій
Розділ 13 Марія і я
Розділ 14 Що нас не вбиває, те робить міцнішими
Розділ 15 Я стаю американцем
Розділ 16 The Terminator
Фото циклу «Кіно»
Розділ 17 Шлюб і кіно
Розділ 18 Час комедії
Розділ 19 Справжнє життя термінатора
Розділ 20 Останній вмериканський герой
Розділ 21 Проблеми з серцем
Розділ 22 Сімейний чоловік
Сімейні фото
Розділ 23 Політичні пропозиції
Розділ 24 Пригадати все
Розділ 25 Губернатор
Розділ 26 Повернення
Розділ 27 Кому потрібний той Вашинґтон?
Розділ 28 Справжнє життя губернатора
Фото циклу «Політика»
Розділ 29 Таємниця
Розділ 30 Правила Арнольда
Подяки і список джерел
Про Арнольда Шварценеґґера

## Публікації і промоушн
На сьогодні права на публікацію автобіографічного шедевру має видавництво "Simon & Schuster. Книгу можна придбати на Amazon.com у таких фотматах:
- Amazon Kindle Edition — спеціалізований формат для електронних книг
- Hardcover Edition — три варіанти книги у твердій обкладинці
- Paperback Edition — видання у м'якій обкладинці
- CD з аудіокнигою (нескорочений варіант)
- Скорочений варіант аудіокниги (причому, вільно можна користуватися протягом 30-ти днів)

Українською мовою книгу поки що не перекладено.
Протягом літа було випущено кілька роликів на підтримку майбутнього релізу книги: Арнольд постає перед аудиторією і розповідає протягом хвилини про віхи свого життя від народження до губернаторства: «Якби моє життя було кінофільмом, то ніхто б не повірив у нього». Причому, Арнольд іронізує стосовно своєї посади, називаючи її «Governator» (алюзія на фільм «Термінатор» від злослівних журналістів, котрі сумнівалися у його організаторських і управлінських талантах).
Наприкінці свого виступу Арнольд підсумовує: «Ось, власне, і вся історія мого життя. Історія, яку ви всі знаєте. Тепер послухайте — про що ви НЕ знаєте».

## Відгуки критиків
Старший редактор відділу культури газети «Los Angeles Times» Мері Макнамара так відзначила книгу Арнольда: «Хоча автор і клянеться нам розказати усе… Арнольд продовжує тримати усе в секреті. Його книга відкриває нам вікна у багато світів: від Голлівуду до опису Дня подяки разом із Кеннеді. Читаєш один світ — і бачиш його як вір-у-себе-і-тобі-воздасться. Читаєш інший — і бачиш любовного листа до Шрайвер, яку зображено від початку й до кінця як чудову, талановиту жінку, яка заслуговує кращого чоловіка, ніж він є. У будь-якому випадку, світ Арнольда Шварценеґера — це портрет людини, яка здобула „майже все“, чого хотів досягти, не зважаючи на тих, хто його оточує».
«Одна з найочікуваніших автобіографій нашого часу, відверта розповідь одного із найчудовіших акторів, бізнесменів і світових лідерів у світі» — такий відгук сату GoodReads.
Сайт дав книзі рейтинг 3,58 із 5 на основі 98 опитувань.
«Я до цього часу не можу зрозуміти — що ж воно таке, оцей чоловік [Арнольд Шв. — Авт.]», у статті «Огляд нової книги Арнольда Шварценеґера: Від Термінатора до Губернатора до Бабіятора» зазначає Емен Вільям Ґарсія на сайті policymic.com. «Натомість, книга заповнить деякі прогалини для усіх нас».
«Пригадати все» це просто голосна назва. Ніхто не заперечую проти акторової слави, чи проти того, що він проявив себе у багатьох амплуа протягом свого життя, проте невисока якість письма його нарцисичної прози утруднює справу перегортання сторінок", — говорить критик Еббі Дін із британського журналу «Vox».
Джанет Маслін із газети «Тайпей Таймз» схарактеризувала книгу Арнольда цитатою із фільму за його участю: «Сюди прийшов я, Конан, злодій, викрадач, вбивця, щоб порати своїми ногами оздоблені коштовностями трони вашої землі!» Починаючи від дитячих мрій у австрійському селі на фермі, і закінчуючи участю у засіданні вузького кола осіб, хто приймав рішення про війну у Перській затоці — уся доля Арнольда ніби повторює шлях його героя, Конана-завойовника.